# Asian Kung-Fu Generation
Asian Kung-Fu Generation (アジアン・カンフー・ジェネレーション Ajian Kanfu Jenereshon) je japanski rock sastav. Postavu sastava, još od njegovog osnutka 1996. čine pjevač Masafumi Goto, gitarist Kensuke Kita, basist Takahiro Yamada i bubnjar Kiyoshi Ijichi. Njihova glazba je uglavnom mješavina indie rocka, punka i alternativng rocka. Unatoč tome što sviraju indie glazbu, postigli su komercijalni uspjeh, te su neke njihove pjesme postale uvodne pjesme vrlo popularnih anime serija.

## Povijest sastava

### Osnivanje i indie albumi (1996. – 2002.)
Asian Kung-Fu Generation su 1996. godine osnovali Masafumi Goto, Kensuke Kita i Takahiro Yamada, koji su se sreli na sveučilištu Kanto Gakuin. Sastavu se kasnije priključio i bubnjar Kiyoshi Ijichi. U početku su nastupali na sveučilištu, te u Yokohami i okolici. Nakon nekoliko manjih nastupa, u suradnji s rock glazbenikom Caramelmanom, godine 2000. objavili su svoj prvi indie EP, koji se sastojao od šest pjesama napisanih i otpjevanih na engleskom jeziku.
Godinu dana kasnije, sastav je pustio svoj prvi singl "Konayuki" s EP-a I'm Standing Here, u radijske postaje, koji je ubrzo postao veoma slušan. AKFG tada izdaju svoj drugi indie EP, ovaj put na japanskom. Tada su već imali sve više slušatelja, te su počeli nastupati po klubovima u Shibuyi, Shimokitazawi, Kichijojiju, i Tokiju.

### Hokai AmplifieriKimi Tsunagi Five M(2002. – 2004.)
Dana 25. studenog 2002., nakon što su objavili kompilaciju Whatct You Gonna Do?, izdali su i svoj prvi mini album nazvan Hokai Amplifier. Album je odlično prihvaćen od strane kritike i publike, te se dva tjedna nalazio na vrhu top liste Highline Recordsa, te na 35. mjestu Oriconove liste prodaje. Zbog takvog uspjeha, album je ponovno objavljen 23. travnja 2003., ovaj put od strane izdavačke kuće Ki/oon Records. U ljeto iste godine nastupali su na festivalima Fuji Rock Festival, ROOKIE A GO GO i Summer Sonic '03 u Tokiju i Osaki. Ubrzo su objavili i svoje prve prave singlove, "Mirai no Kakera" i "Kimi to Iu Hana". Svoj prvi potpuni studijski album Kimi Tsunagi Five M objavljuju
19. studenog 2002.
Album je prodan u više od 250.000 primjeraka, te se nalazio ne petom mjestu Oriconove liste prodaje.

### Sol-fa(2004. – 2005.)
Godine 2004. osvajaju nagradu za najboljeg novog izvođača, a spot za pjesmu "Kimi to Iu Hana" nagradu za najbolji spot godine. Od siječnja do veljače iste godine, sastav je krenuo na prvu turneju nazvanu Five Nano Seconds, za vrijeme koje su održali trinaest nastupa. Dana 1. srpnja održali su i prvi ASIAN KUNG-FU GENERATION presents Nano-Mugen Festival, a istog ljeta su nastupili na još desetak festivala, kao što su Meet The World Beat, Rock In Japan Fes 04, Fuji Rock Festival 04 i drugi.
Objavili su još četiri singla, "Siren", "Loop & Loop", "Rewrite" i "Kimi no Machi Made" prije nego što su 20. listopada objavili svoj drugi studijski album Sol-fa Album je prodan u više od 600,000 primjeraka, te se nalazio na vrhu Oriconove ljestvice puna dva tjedna. Pjesma "Rewrite" je izabran za uvodnu pjesmu animea Fullmetal Alchemist., a "Haruka Kanata" za anime Naruto. Sastav je iduća dva mjeseca proveo na turneji po Japanu, te su izdali i DVD Eizō Sakuhinshū Vol. 1.

### Fanclub(2005. – 2006.)
Između 14. ožujka i 26. lipnja 2005. na rasprodanoj turneji Re:Re, nastupili su na četredeset osam koncerata u trideset osam gradova diljem Japana. Istovremeno su objavili svoj prvi DVD snimljen uživo: Eizo Sakuhinshu Vol. 2: Live at Budokan +, koji se cijeli mjesec nalazio na vrhu Oriconove ljestvice. Dana 9. srpnja su održali svoj drugi Nano-Mugen Festival u Yokohama Areni, te su uz njih nastupali još sedam japanskih i britanskih sastava. U sklopu promocije događaja, objavili su kompilacijski album Nano-Mugen s po jednom pjesmom od svakog sastava. Do kraja godine, nasupali su na još nekoliko koncerata, te su objavili singl "Blue Train".
Iduću godinu započeli su objavljivanjem novog singla "World Apart", koja je posebna po tome što je po prvi put, prvi vokal bio Kensuke Kita. Također, to je njihov prvi singl koji se našao na vrhu top lista. Svoj treći studijski album Fanclub, koji se puna dva mjeseca nalazio među pet najprodavanijih, objavljuju 15. ožujka. Idućeg mjeseca, sastav ponovno kreće na turneju nazvanu Coung 4 My 8 Beat. Održavaju i treći Nano-Mugen Festival, na kojem su u dva dana nasupila šest japanskih, tri američka i dva engleska sastava, te kao i prethodne godine objavljuju kompilaciju Nano-Mugen 2006.

### Feedback File(2006. – 2007.)
U sklopu proslave svoje desete godišnjice, Asian Kung-Fu Generation objavljuju svoj prvi kompilacijski album nazvan Feedback File 25. listopada. Međutim, umjesto hit singlova, na albumu su se našle pjesme s B-strana, nastupi uživo, te dvije nove pjesme. Njihovu iduću dvomjesečnu turneju, na kojoj su nastupali s japanskim i američkim sastavima, posjetilo je više od 100.000 obožavatelja. Krajem godine, objavljuju singl "Aru Machi no Gunjō", za anima film Tekkon Kinkreet.

### World World World(2007. – 2008.)
U studenom 2007. objavljuju singl "After Dark" koji postaje uvodna pjesma mange Bleach. U prosincu iste godine, sastava je po prvi put nastupio u Južnoj Koreji. U veljači 2008. objavljuju singl "Korogaru Iwa, Kimi ni Asa ga Furu", te ubrzo i svoj šesti album World World World, koji je bio na vrhu Oricon ljestvice. U lipnju objavlju svoj drugi veći EP nazvan Iako Minu Ashita ni, na kojem su se nalazile pjesme snimljene dok su radili na prethodnom albumu.

### Surf Bungaku Kamakura(2008.-)
AKFG u srpnju nastupaju kao predgrupa američkom sastavom Third Eye Blind, koji je nastupio i na sedmom Nano-Mugen festivalu u Yokohama areni. Na njemu je ukupno nastupilo 16 sastava iz Japana, SAD-a, i UK-a, te je objavljena i kompliacija Nano-Mugen Compilation 2008. U rujnu iste godine, nastupili su i sa sastavom Weezer, na njihovoj japanskoj turneji.
Svega osam mjeseci nakon izdavanja prethodnog, u studenom 2008. objavljuju i svoj sedmi studijski album nazvan Surf Bungaku Kamakura s vodećim singlom "Fujisawa Loser".

## Članovi
Masafumi Gotō
- Fujieda City, 2. prosinca 1976.
- Prvi vokal i gitara
- Omiljeni bendovi: Oasis, Radiohead, Weezer, Number Girl, Teenage Fanclub, Eastern Youth i Howard Jones

Kensuke Kita
- Kanagawa, 24. siječnja 1977.
- Prvi gitarist i prateći vokal
- Omiljeni bendovi: Radiohead, Manic Street Preachers, Supergrass i XTC

Takahiro Yamada
- Shizuoka, 19. kolovoza 1977.
- Basist i prateći vokal
- Omiljeni bendovi: The Beatles, Oasis, The Smashing Pumpkins, i Pet Shop Boys

Kiyoshi Ijichi
- Kanagawa, 25. rujna 1977.
- Bubnjar
- Omiljeni bendovi: Brian Setzer i Hi-Standard

## Diskografija
Albumi
- Kimi Tsunagi Five M (2003.)
- Sol-fa (2004.)
- Fanclub (2006.)
- Feedback File (2006.)
- World World World (2008.)
- Surf Bungaku Kamakura (2008.)

Singlovi
- "Mirai no Kakera" (6. kolovoza 2003. Oricon #34)
- "Kimi to Iu Hana"  (16. listopada 2003. Oricon #14)
- "Siren" (14. travnja 2004. Oricon #2)
- "Loop & Loop" (19. svibnja 2004. Oricon #8)
- "Rewrite" (8. kolovoza 2004. Oricon #4)
- "Kimi no Machi Made" (23. rujna 2004. Oricon #3)
- "Blue Train" (30. listopada 2005. Oricon #5)
- "World Apart" (15. veljače 2006. Oricon #1)
- "Aru Machi no Gunjō" (29. studenog 2006. Oricon #4)
- "After Dark" (7. studenog 2007. Oricon #5)
- "Korogaru Iwa, Kimi ni Asa ga Furu" (6. veljače 2008. Oricon #6)
- "Fujisawa Loser" (15. listopada 2008. Oricon #6)
- "Shinseiki no Love Song" (2. prosinca 2009. Oricon #4)

## Nagrade i nominacije
| Godina | Ceremonija                         | Nominirano djelo     | Nagrada                    | Rezultat   |
| ------ | ---------------------------------- | -------------------- | -------------------------- | ---------- |
| 2004.  | Space Shower Music Video Awards 04 | "Kimi to Iu Hana"    | Najbolji novi umjetnik     | Nagrada    |
| 2005.  | Space Shower Music Video Awards 05 | "Kimi no Machi Made" | Najbolji konceptualni spot | Nagrada    |
| 2005.  | MTV Video Music Awards Japan 2005  | "Kimi no Machi Made" | Najbolji rock spot         | Nominacija |
| 2005.  | MTV Video Music Awards Japan 2005  | "Kimi no Machi Made" | Najbolji spot sastava      | Nominacija |
| 2006.  | MTV Video Music Awards Japan 2006  | "World Apart"        | Najbolji rock spot         | Nominacija |
| 2006.  | Space Shower Music Video Awards 06 | "Blue Train"         | Najbolji spot sastava      | Nagrada    |
| 2007.  | MTV Video Music Awards Japan 2007  | "Aru Machi no Gunjō" | Najbolji rock spot         | Nominacija |
| 2007.  | American Anime Awards              | "Rewrite"            | Najbolja anime pjesma      | Nagrada    |
| 2008.  | Space Shower Music Video Awards 08 | "After Dark"         | Najbolji rock spot         | Nagrada    |
| 2009.  | Space Shower Music Video Awards 09 | "Fujisawa Loser"     | Najbolji konceptualni spot | Nominacija |

## Vanjske poveznice
- Službena stranica (engl.)